# Edmundo Paz Soldán
José Edmundo Paz-Soldán Ávila (Cochabamba, 1967) és un escriptor bolivià i un dels autors més representatius de la generació llatinoamericana de la dècada de 1990, coneguda com McOndo.

## Biografia
Fill de Raúl Paz Soldán Diez de Medina i de Lucy Ávila, va estudiar al col·legi Don Bosco de Cochabamba.
Segons les seves pròpies paraules, va començar a "escriure seriosament" —durant l'adolescència "escrivia molt, però m'ho prenia com un passatemps"— cap als 19 anys, en Buenos Aires, on estudiava Relacions Internacionals.
No obstant això, les primeres publicacions —quan encara escrivia "com a passatemps— van aparèixer en el seu natal Cochabamba, en el Suplemento Correo del periòdic Los Tiempos, en els seus anys d'escolar.
Va estudiar Ciències Polítiques en la Universitat d'Alabama en Huntsville, a la qual va arribar mitjançant una beca com a jugador de futbol i en la que es va llicenciar en 1991. Un any abans de graduar-se, havia aparegut, a Cochabamba, la seva primera recopilació de contes —gènere amb el qual va començar la seva marxa literària i que no ha abandonat— sota el títol de Las máscaras de la nada.
El 1992 apareix la seva primera novel·la, Días de papel, que l'any anterior havia quedat finalista en el concurs literari estatunidenc d'obres en espanyol Letras de Oro i que li va fer mereixedor del seu primer guardó: el premi bolivià Erich Guttentag. Des de llavors ha continuat fidel a la narrativa, escrivint tant relats com novel·les.
En 1997 va obtenir un doctorat en Llengües i Literatura Hispana per la Universitat de Berkeley amb un assaig sobre la vida i obra d'Alcides Arguedas; d'aquesta recerca naixeria després un llibre que va ser publicat en 2003.

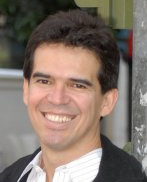
Paz Soldán el 2008

El 2011 va presidir la primera edició del Premi de las Américas, que va guanyar el xilè Arturo Fontaine Talavera.
Paz Soldán va escriure el seu primer llibre de ciència-ficció en 2014: Iris, que va néixer de la lectura d'un reportatge en la revista Rolling Stone sobre soldats psicòpates a l'Afganistan. Aquesta novel·la no va ser pensada en un començament per a escriure-la en el gènere en el que finalment el va fer, sinó que hauria d'haver estat l'última d'una trilogia que va començar amb Los vivos y los muertos (2009) i va seguir amb Norte (2011).
"La ciència-ficció que m'interessa és un gènere molt polític, el de les grans distopias del segle XX creades per autors com Orwell o Huxley", ha explicat l'escriptor.
És columnista de temes de cultura i política en el diari xilè La Tercera. També ha escrit per a mitjans com El País, The New York Times, Time i Etiqueta Negra.
Ha traduït algunes obres de l'anglès, com a Molt soroll per no res de Shakespeare i El venedor de somnis de l'estatunidenc d'origen equatorià Ernesto Quiñonez.
Les seves obres han estat traduïdes a diversos idiomes i han aparegut en antologies en diferents països d'Europa i Amèrica.
Des de 1991 resideix als Estats Units, on és professor de Literatura llatinoamericana a la Universitat de Cornell. El seu germà Marcelo va ser director (1996-2009) de l'editorial Nuevo Milenio, a Bolívia.

## Obres

### Contes
- Las máscaras de la nada, Los Amigos del Libro, Cochabamba, 1990
- Desapariciones, Ediciones Centro Simón I Patiño, Cochabamba, 1994
- Dochera y otros cuentos, Nuevo Milenio, La Paz, 1998. Conté 3 relats:
  - Dochera; Cuando tú no estabas i La escena del crimen
- Amores imperfectos, Santillana, La Paz, 1998 (Alfaguara, Buenos Aires, 2000; Suma de Letras, Madrid, 2002); conté 23 contws:
  - Historia sin moraleja; La puerta cerrada; Romeo y Julieta; Ritual del atardecer; Fotografías en el fin de semana; En el corazón de las palabras; Continuidad de los parques; El museo en la ciudad; Imágenes photoshop; La ciudad de las maquetas; Epitafios; Cartografías; El rompacabezas; Persistencia de la memoria; Presentimiento del fin; El dolor de tu ausencia; Tiburón; El informe de los ciegos; La invención del Marqués; Amor, a la distancia; Cuando tú no estabas; La escena del crimen i Dochera
- Simulacros, antologia; Santillana, La Paz, 1999
- Desencuentros, Alfaguara, 2004; reuneix els dos primers llibres de contes de Paz Soldán: Las máscaras de la nada i Desapariciones
- Norte, antología de 16 cuentos cuya acción transcurre en Estados Unidos; Grupo Editorial La Hoguera, Santa Cruz, 2006. Conté:
  - Anaheim, California; Lluvia en los inviernos de Michigan; En el cementerio; The masks of nothingness; Faulkner; Historia sin moraleja; Fotografías en el fin de semana; Tiburón; Amor, a la distancia; Much ado about nothing; La barricada; Patchwork; El ladrón de Navidad; Billie Ruth i La vista
- Lazos de familia, Grupo Editorial La Hoguera, Santa Cruz, 2008
- La puerta cerrada y otros cuentos, Editorial Gente Común, La Paz, 2009
- Billie Ruth, Páginas de Espuma, Madrid, 2012; conté 15 contes:
  - El acantilado; Casa tomada; Bernhard en el cementerio; Extraños en la noche; Díler; Los otros; El ladrón de Navidad; Roby; Volvo; Ravenwood; Billie Ruth; Como la vida misma; El Croata; Srebrenica i Azurduy
- Las visiones, Páginas de Espuma, Madrid, 2016; conté 14 contes:
  - Las visiones, Temblor-del-cielo, El ángel de Nova Isa, La casa de la Jerere, Los pájaros arcoíris, Doctor An, Luk, Artificial, Los tigres de Kondra, Anja, El rey Mapache, Dragón, El próximo movimiento i El frío
- La vía del futuro, Páginas de Espuma, Madrid, 2021; conté 8 contes:
  - La vía del futuro, El señor de La Palma, Mi querido resplandor, La muñeca japonesa, El astronauta Michael García, Las calaveras, En la hora de nuestra muerte i Bienvenidos al nuevo mundo.

### Novel·les

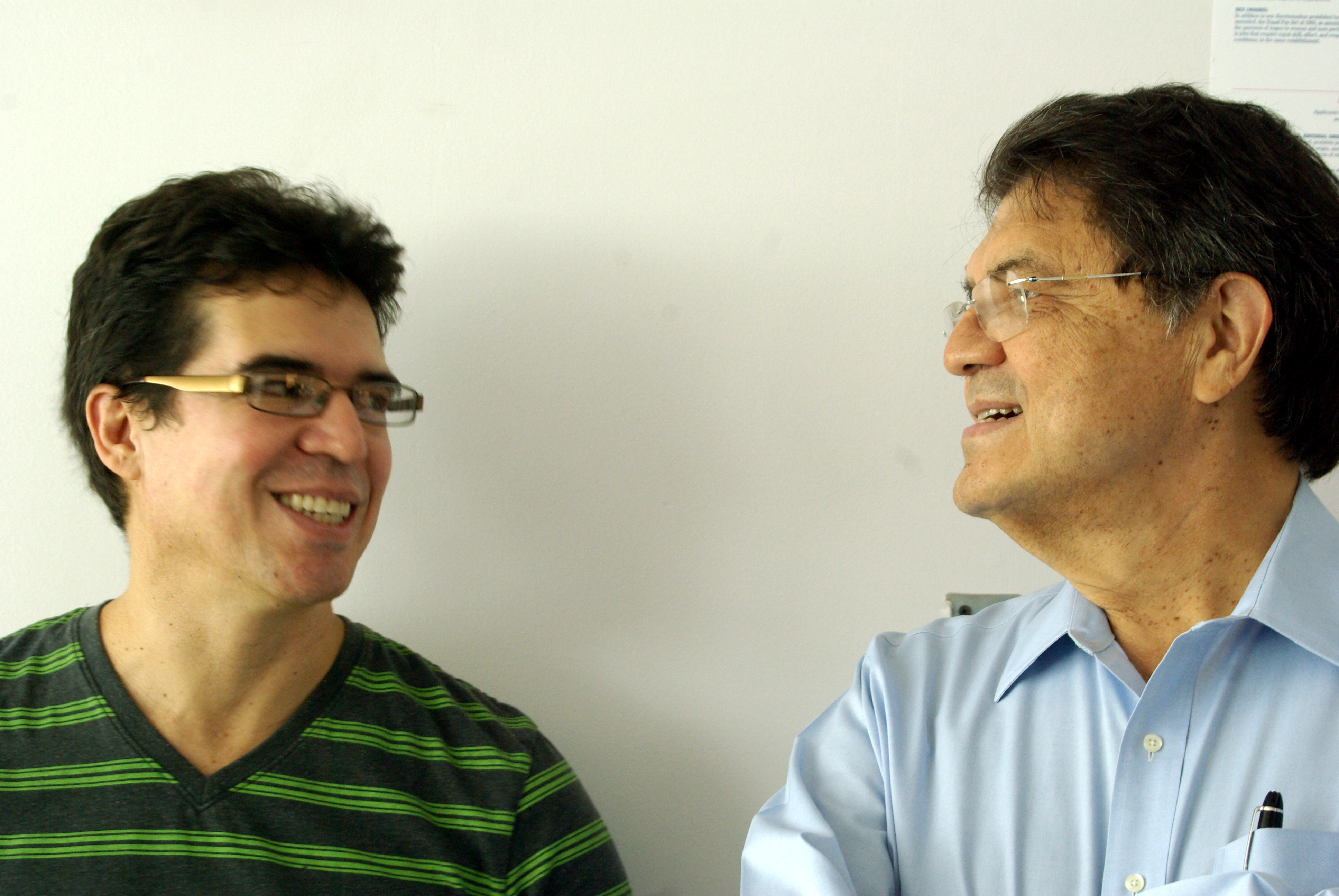
Paz Soldán amb l'escriptor nicaragüenc Sergio Ramirez.

- Días de papel, Los Amigos del Libro, Cochabamba, 1992
- Alrededor de la torre, Nuevo Milenio, Cochabamba, 1997
- Río fugitivo, Alfaguara, La Paz, 1998 (edició revisada, Nuevo Milenio, Cochabamba, 2008)
- Sueños digitales, Alfaguara, La Paz, 2000 (Santillana USA 2001)
- La materia del deseo, Alfaguara, Miami, 2001 (Madrid, 2002)
- El delirio de Turing, Alfaguara, La Paz, 2003
- Palacio Quemado, Alfaguara, Miami, 2006 (La Paz, 2007)
- Los vivos y los muertos, Alfaguara, Madrid, 2009
- Norte, Mondadori, Barcelona, 2011
- Iris, ciència-ficció, Alfaguara, 2014
- Los días de la peste, Malpaso, Barcelona, 2017

### Assaig i crítica
- Latin American Literature and Mass Media, coeditors: Debra A. Castillo y Paz Soldán; Garland, 2000; el capítol 4 està escrit per ell: The Avant-Garde and Cinematic Imaginary: Huidobro's novela-film
- Alcides Arguedas y la narrativa de la nación enferma, Plural Editores, La Paz, 2003

### Com editor
- Se habla español. Voces latines en USA (cob Alberto Fuguet), Alfaguara 2000
- Bolaño salvaje (amb Gustavo Faverón), Candaya, Barcelona, 2008

## Premis i distincions
- Finalista de Letras de Oro 1991 per Días de papel (Estats Units)
- Premi Erich Guttentag 1991 per Días de papel (Bolívia)
- Premi Juan Rulfo 1997 pel conte Dochera
- Finalista del Premi Rómulo Gallegos 1999 per "Río fugitivo"
- Premi Nacional de Novel·la de Bolívia 2002 per El delirio de Turing
- Beca Guggenheim 2006
- Finalista del Premi Hammett 2012 (Setmana Negra de Gijón) per la novel·la Norte[9]
- Finalista del IV Premi de Narrativa Breu Ribera del Duero 2015 per Las visiones